# Remember That
Remember That là EP thứ 8 của nhóm nhạc nam Hàn Quốc BTOB, đánh dấu sự trở lại sau 5 tháng tính từ EP I Mean. EP này bao gồm 7 bài hát; phiên bản đĩa cứng được phát hành vào ngày 31 tháng 3 năm 2016. Bài hát trùng với tên EP 'Remember That' là bài hát chủ đề.

## Bối cảnh
Vào ngày 16 tháng 3 năm 2016, Cube Entertainment gửi đi một thông báo rằng BTOB đã chuẩn bị những bước cuối cùng cho việc trở lại sân khấu của nhóm. Họ cũng nói thêm "Ngày phát hành và các chi tiết về album này vẫn chưa thể công bố chi tiết nhưng có thể album sẽ được phát hành vào tháng 3 hoặc tháng 4 và có thể là một mini album". Một đoạn teaser âm thanh của EP được đăng tải trên trang Youtube chính thức vào ngày 24 tháng 3 năm 2016. Hai ngày sau, nhóm đã đăng tải 2 video ngắn của bài hát chủ đề lên Youtube.. Vào ngày 27 tháng 3, video âm nhạc của Remember That được đăng tải trên trang Youtube chính thức.

## Quảng bá
BTOB đánh dấu sự trở lại của nhóm vào ngày 1 tháng 4 trên sân khấu Music Bank với việc trình diễn 2 bài hát “So Pretty” và “Remember That”. Nhóm cũng đã trình diễn trên các chương trình Show Champion, Music Core, Inkigayo. Với sự trở lại cùng EP này, nhóm đã giành được 3 cúp trên các chương trình ca nhạc, đặc biệt là cúp trên Music Bank - chiến thắng trên đài TW đầu tiên của nhóm sau 4 năm ra mắt công chúng.

## Danh sách bài hát
※ In đậm là bài hát chủ đề.
| STT              | Nhan đề                                                    | Phổ lời                                      | Phổ nhạc                                   | Arrangement                                | Thời lượng |
| ---------------- | ---------------------------------------------------------- | -------------------------------------------- | ------------------------------------------ | ------------------------------------------ | ---------- |
| 1.               | "Killing Me"                                               | Lim Hyun-sik, Lee Chang-sub                  | Lim Hyun-sik, Simon Hassle, Benjamin Beard | Lim Hyun-sik, Simon Hassle, Benjamin Beard | 3:34       |
| 2.               | "그려본다 (내가 그린 그림)" (Drawing (The Picture I Drew)) | 77어린이, Lee Min-hyuk, Peniel, Jung Il-hoon | Breadbeat, Shin-hyo, Wonderkid             | Breadbeat, Shin-hyo, Wonderkid             | 4:16       |
| 3.               | "봄날의 기억" (Remember That)                              | Jo Sung-ho, FERDY                            | Jo Sung-ho, FERDY                          | Jo Sung-ho, FERDY                          | 4:09       |
| 4.               | "Anymore"                                                  | Lim Hyun-sik                                 | Seo Jae-woo, Lee Brian D                   | Seo Jae-woo, Lee Brian D                   | 3:43       |
| 5.               | "So Pretty"                                                | Seo Jae-woo, Seo Yong-bae, Jung Il-hoon      | Seo Jaewoo, Seo Yong-bae                   | Seo Jaewoo, Seo Yong-bae                   | 3:21       |
| 6.               | "너 같아서" (Because Like You)                             | Jeon Da-woon, Big Ssancho                    | Jeon Da-woon, Big Ssancho                  | Jeon Da-woon, Big Ssancho                  | 3:55       |
| 7.               | "자리비움" (Empty Space)                                   | Jung Il-hoon, IL                             | Jung Il-hoon, IL                           | Jung Il-hoon, IL                           | 2:58       |
| Tổng thời lượng: | Tổng thời lượng:                                           | Tổng thời lượng:                             | Tổng thời lượng:                           | Tổng thời lượng:                           | 25:56      |

## Xếp hạng
| Bảng xếp hạng            | Vị trí cao nhất |
| ------------------------ | --------------- |
| Gaon Weekly album chart  | 1               |
| Gaon Monthly album chart | 5               |
| Gaon Yearly album chart  | 57              |

### Doanh số và chứng nhận
| Nhà cung cấp          | Số lượng |
| --------------------- | -------- |
| Gaon physical sales   | 50.711+  |
| Oricon physical sales |          |

## Lịch sử phát hành
| Quốc gia | Ngày                                        | Định dạng          | Nhãn đĩa                                 |
| -------- | ------------------------------------------- | ------------------ | ---------------------------------------- |
| Hàn Quốc | - 28 tháng 3 năm 2016 - 31 tháng 3 năm 2016 | - Tải nhạc số - CD | Cube Entertainment Universal Music Group |